# 공군 학사사관
대한민국 공군사관후보생(ROK Air Force Officer Training School) 또는 공군 학사사관은 대한민국 공군에서 장교를 양성하는 방법 중 하나이다. 줄여서 사후 혹은 OCS (officer candidate school), OTS (officer training school)라고 부르며 출신 기수는 "사후 X기" 식으로 부른다. 학사이상의 학위 소지자를 대상으로 소정의 양성과정을 거친 후 소위로 임관하여 각 자대에 특기별로 배치된다.

## 역사
공군사관후보생은 1948년도 5월 14일 제1기 임관 이래 1998년 2월 1일 99기 임관까지 약 25,000여명을 배출하였다. 1988년까지 대전에서 교육을 하다가 1988년 10월 이후 현재는 경상남도 진주소재 공군교육사령부 기본군사훈련단 장교교육대대(사관교육대)로 이전하였다.

## 선발 및 훈련
전공별 학과시험 및 대면면접을 거쳐 선발한다. 이를 통과하면 정밀 신체검사와 체력검정을 통해 최종 심사를 받게 된다. 가입교 기간 중  불합격하는 인원은 소수이나 차수당 10명 미만이 발생한다. 가입교 기간 중에는 훈련이 없고 훈육관이 정중히 대우한다.
훈련 기간 중에는 전술학, 화기학, 화생방, 일반학 등 과목을 배운다. 기간 중 주요 자치 보직으로는 대대/중대/소대별 대장과 기수, 의무/작전/교육/행정/군수/보급/시설/군기/환경/급양/위생장교근무후보생과 앨범편집반, 견습근무후보생, 사진반, 댄스팀, 싱어팀, 명예위원 등이 있다. 환경/급양/위생장교근무후보생 및 대대/중대/소대기수는 14주간 근무를 하고 그 외는 2주간 근무를 한다.
훈련중 부상이나 병이 결리면 항공의무전대에서 수진을 받고 입원을 할 수 있다. 소속 군의관이나 의무병, 간호장교가 치료하며 다른 부가 검진이 필요할 때에는 창원시의 국군통합병원에서 치료를 받거나 입원한다. 군화독이나 감기 등으로 많이 치료를 받는다.
교육사내 불교, 개신교, 가톨릭(비성대 성당)이 있다. 훈련기간 일요일에 예배 및 미사를 선택한 곳에서 참석할 수 있으며 세례나 수계를 받는 경우도 있다. 일정 교육 기간이 지난 시점부터 종교 활동이 허락되며, 자신이 선택한 곳에 참여할 수 있다.
임관 전 임관을 축하하여 파티를 연다.

## 임관[5]
모든 훈련이 끝나게 되면 임관식을 하게 되고, 그 임관을 마친 이후 소위의 계급을 가지게 된다.(단, 사무관, 공인회계사, 수의사, 약사는 중위 임관) 소위로 임관하면 특기학교에서 특기교육을 받는다. 기술학교, 정보통신학교, 군수학교, 행정학교등 각 특기에 맞는 학교로 이동하여 짧게는 3주(인사 등)부터 길게는 14주(방공유도탄)까지 특기교육을 받은 후 자대배치를 받는다.

## 같이 보기
- 학사사관
  - 육군 학사사관(KAOCS)
  - 해군 학사사관(OCS)
- 기본군사훈련단

## 참고 문헌
- 훈련에피소드3 - 행군중 숙소 탈출, 전통을 사수하라!!